# Concierto para piano n.º 5 (Beethoven)

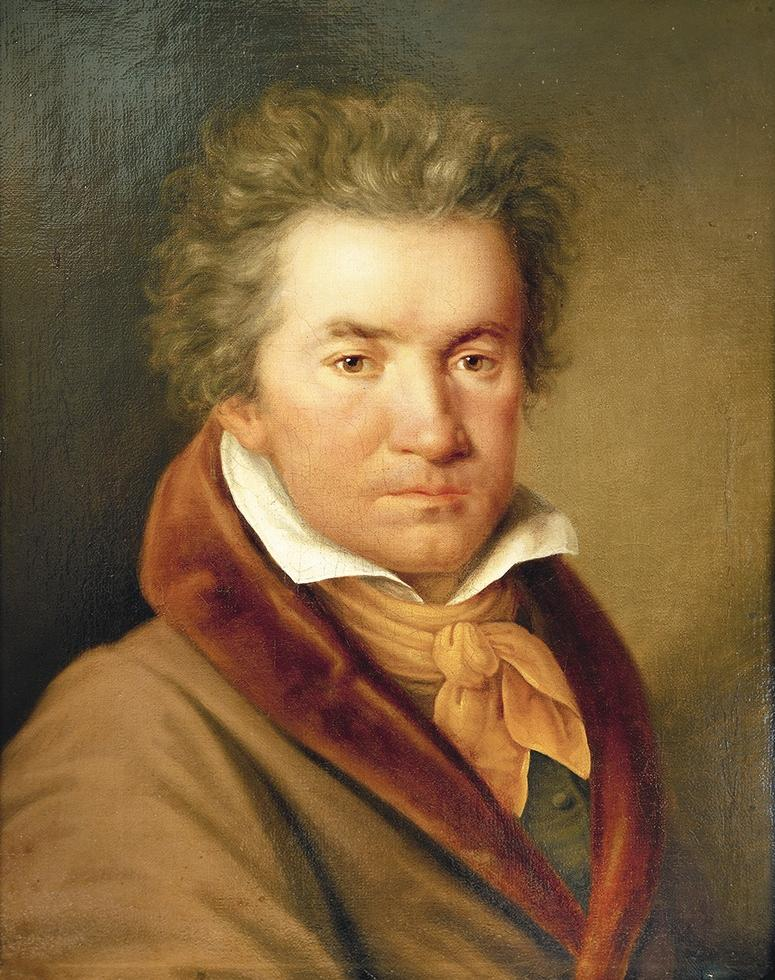
Beethoven en 1815.

El concierto para piano n.º 5 en mi bemol mayor, Op. 73, conocido como Emperador o Emperor, fue compuesto por Ludwig van Beethoven entre 1809 y 1811. La partitura está dedicada al archiduque Rodolfo de Austria.

## Historia

### Composición

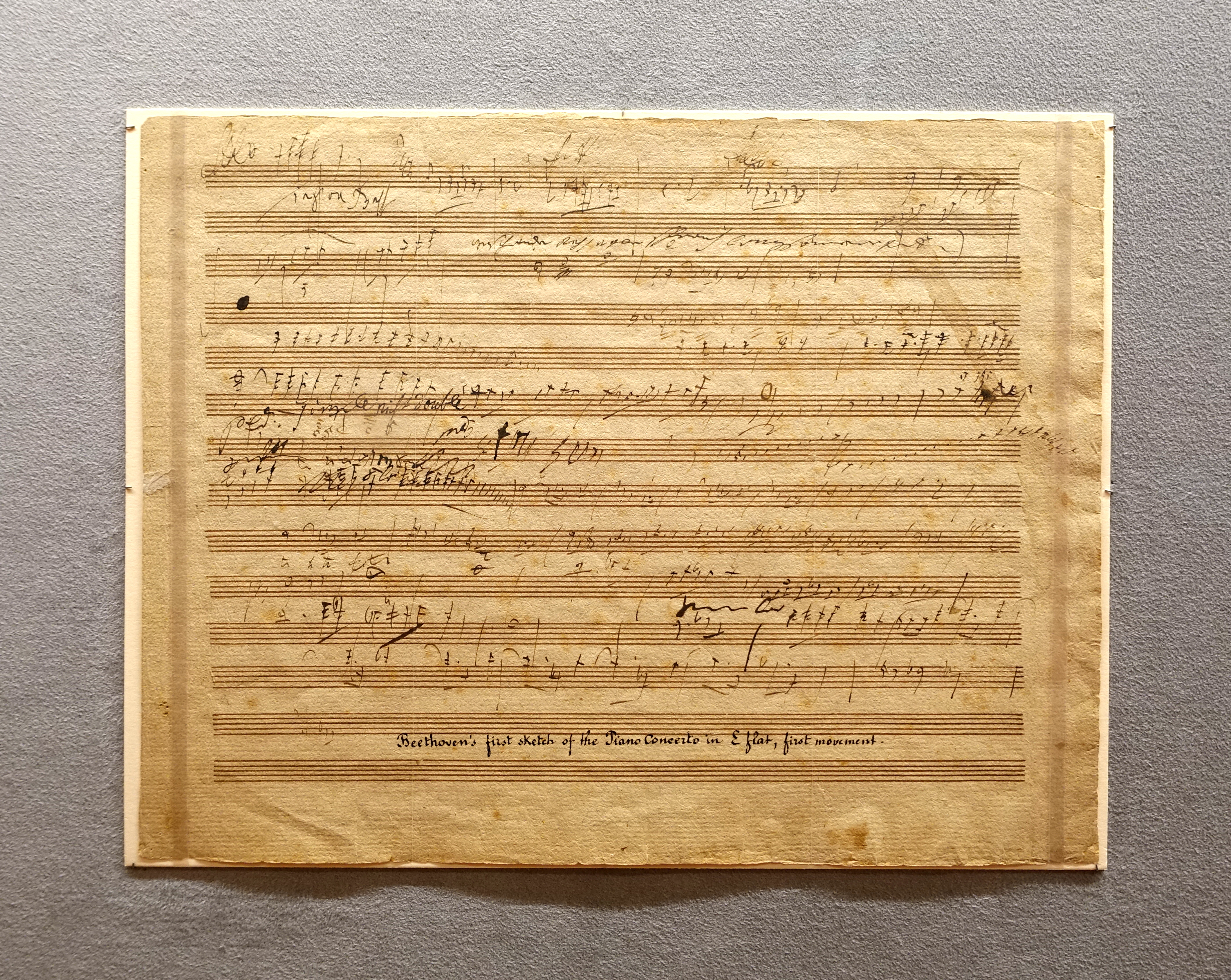
Bocetos del primer movimiento del Op. 73 (Morgan Library & Museum)

El regreso de Beethoven a Viena desde Heiligenstadt en 1802 marcó un cambio en su estilo musical y ahora se suele designar como el inicio de su periodo medio o "heroico", caracterizado por numerosas obras originales compuestas a gran escala. En otoño de 1808, tras ser rechazado para un puesto en el Teatro Real, Beethoven recibió una oferta del hermano de Napoleón, Jerónimo Bonaparte, rey de Westfalia, para un puesto bien remunerado como Kapellmeister en la corte de Kassel. Para convencerle de que se quedara en Viena, el archiduque Rodolfo, el príncipe Kinsky y el príncipe Lobkowitz se comprometieron a pagarle una pensión de 4000 florines al año. El archiduque Rodolfo pagó su parte del salario en la fecha acordada. Kinsky, llamado inmediatamente al servicio militar, no contribuyó y murió en noviembre de 1812 tras caerse del caballo. Cuando la moneda austriaca se desestabilizó en 1811, Lobkowitz quebró. Para beneficiarse del acuerdo, Beethoven tuvo que recurrir a la justicia, que en 1815 le reportó algún pago.
La composición de esta pieza se desarrolló desde 1808 hasta febrero de 1810 en Viena. Se trata del último concierto para piano del compositor. Fue un año difícil, ya que Europa estaba inmersa en las guerras napoleónicas. El 1 de abril de 1809 el Imperio austríaco declaró la guerra a la Francia napoleónica. A mediados de mayo Viena había sido bombardeada y ocupada por las tropas francesas de Napoleón. El 4 de mayo la familia imperial, incluido el archiduque Rodolfo, huyó a las regiones húngaras de su imperio. El 11 de mayo los franceses bombardearon Viena. Beethoven pasó la noche en el sótano de su hermano Carl con almohadas en la cabeza, lamentándose y quejándose porque el estruendo de los cañones le dañaba el oído, que ya tenía deteriorado. A la mañana siguiente las tropas francesas tomaron la capital austriaca. En julio de 1809 escribió a su editor Gottfried Christoph Härtel que a su alrededor "no había más que tambores, cañones, miseria humana de todo tipo". En octubre de 1809 los contendientes firmaron el Tratado de Schönbrunn. Pero el archiduque no regresó hasta el 30 de enero de 1810.

### Estreno y publicación

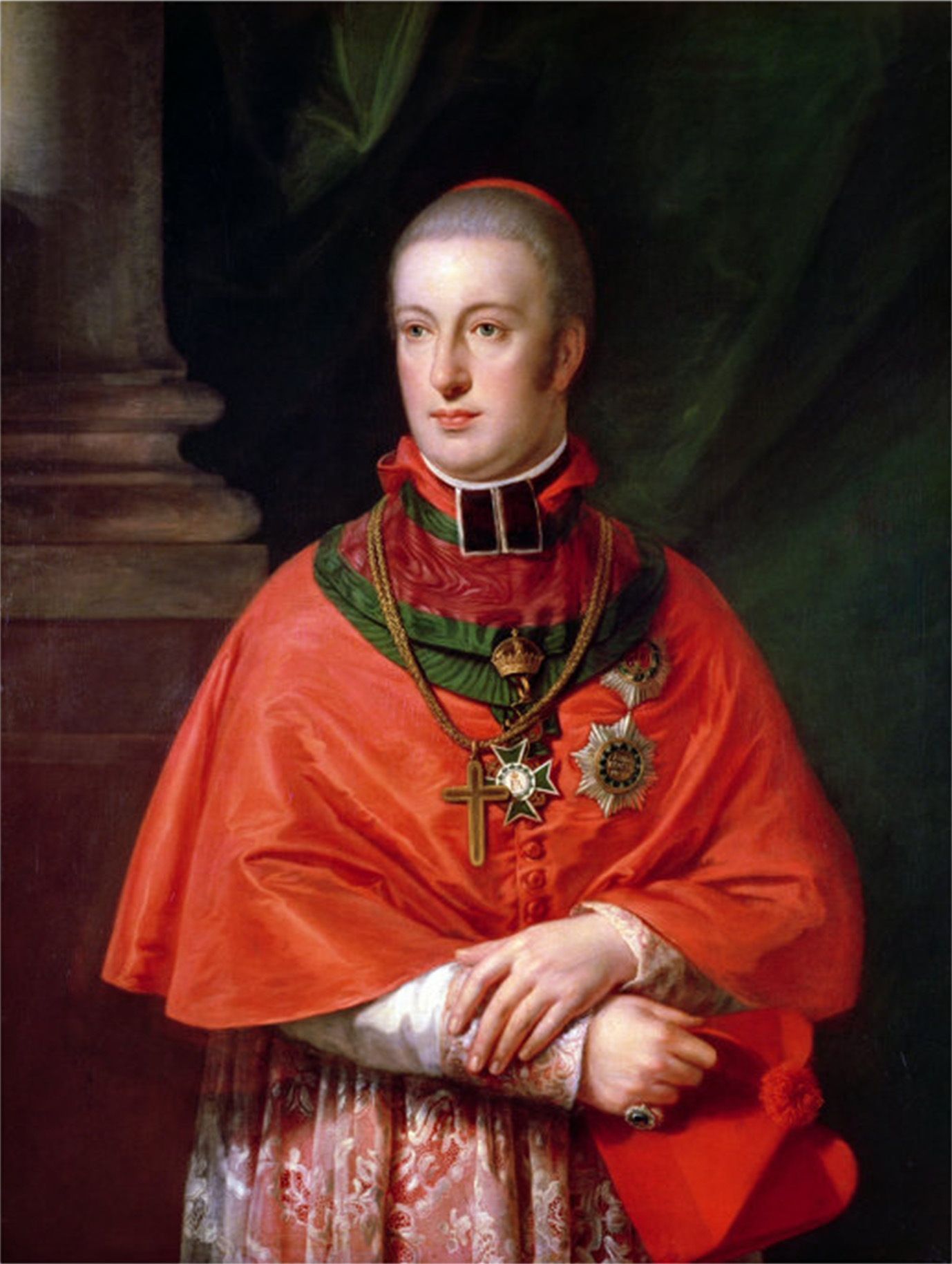
Archiduque Rodolfo, dedicatario de la pieza.

El estreno público se celebró el 28 de noviembre de 1811 en la Gewandhaus de Leipzig, con Friedrich Schneider en el papel de solista. La pérdida de audición de Beethoven no le impidió componer música, pero hizo que tocar en conciertos fuera cada vez más difícil. En sus primeros conciertos para piano Beethoven había asumido el rol de pianista virtuoso. A pesar de su sordera los interpretó todos en público excepto el Concierto para piano n.º 5, en este caso tuvo que delegar la responsabilidad en otros instrumentistas. En la primera representación de la obra en Viena en 1812 el solista fue Carl Czerny, alumno del compositor. El estreno inglés tuvo lugar el 8 de mayo de 1820 con Charles Neate como solista, aunque según otras fuentes fue la pianista Lucy Andrews la primera en tocarlo en Inglaterra. Felix Mendelssohn también ofreció una interpretación de esta pieza en su debut en Inglaterra el 24 de junio de 1829.
La primera edición fue llevada a cabo por la editorial Breitkopf & Härtel en febrero de 1811 en Leipzig.
La dedicatoria que figura en la partitura impresa es para el archiduque Rodolfo de Austria, que era el hermano pequeño del emperador Francisco I de Austria. Rodolfo era su amigo, su alumno y su mecenas más importante además de un consumado pianista. En 1803 o 1804 comenzó a estudiar piano y composición con Beethoven. Se hicieron amigos, y sus encuentros continuaron hasta 1824. Nadie recibió más dedicatorias por parte del maestro alemán que Rodolfo, a quien le dedicó la Sonata para piano "Les adieux", la Sonata Hammerklavier, los Conciertos para piano n.º 4 y n.º 5, el Trío Archiduque y la Missa Solemnis.

### Nombre
Los orígenes del sobrenombre "Emperador" de este concierto son inciertos y no existe consenso sobre su procedencia. Una historia improbable y no autentificada dice que en la primera representación vienesa un oficial francés dijo: "C'est l'Empereur!". Otras fuentes afirman que Johann Baptist Cramer, el editor inglés del concierto, fue quien lo acuñó. Según Donald Tovey y Betsy Schwarm, a Beethoven no le habría gustado el epíteto debido a su desaprobación de la conquista de Napoleón. El compositor había reconsiderado anteriormente la dedicatoria de su Sinfonía n.º 3, inicialmente dedicada a Napoleón. La cambió después de que Napoleón asumiera el título de emperador en 1804. Conforme a Yan Shen, los musicólogos están de acuerdo en que el concierto no tiene relación alguna con un emperador.

## Instrumentación
La partitura está escrita para piano solista y una orquesta formada por:
- Viento madera: 2 flautas, 2 oboes, 2 clarinetes en si bemol, 2 fagotes.
- Viento metal: 2 trompas, 2 trompetas.
- Percusión: timbales (en mi bemol y si bemol).
- Cuerda: una sección de cuerdas con violines I y II, violas, violonchelos y contrabajos.

Durante el segundo movimiento permanecen en silencio (tacet) la segunda flauta, el segundo clarinete, las trompetas y los timbales.

## Estructura y análisis
El concierto consta de tres movimientos:
- I. Allegro, en mi bemol mayor 4
4
- II. Adagio un poco mosso [-attacca-], en si mayor 4
4
- III. Rondo. Allegro ma non troppo, en mi bemol mayor 6
8

La interpretación de esta obra dura aproximadamente 37 minutos. Como en todos los conciertos para piano de Beethoven, el primer movimiento es particularmente largo, de aproximadamente veinte minutos de duración. El compositor experimentó con nuevas técnicas, como la entrada de piano que ocurre antes de lo habitual y con una cadenza. El estilo heroico de la obra refleja la época de la guerra en sus temas militares y en su tono heroico.

### I.Allegro
El primer movimiento, Allegro moderato, está escrito en la tonalidad de mi bemol mayor, en compás de 4/4 y sigue la forma sonata, en su variante para concierto que incluye una doble exposición (primero por parte de la orquesta y después por parte del solista). Se inicia con una particular y larga introducción, en la que la orquesta ejecuta tres acordes, seguidos cada uno de ellos por una pequeña cadenza, de naturaleza improvisatoria pero escrita en la partitura. Esto hace que sea particularmente extensa, algo que anuncia futuras piezas románticas como el Concierto para violín de Mendelssohn o el Concierto para piano n.º 1 de Chaikovski. Esta forma sonata cuenta con tres temas: los dos primeros son presentados por la orquesta en su exposición y al final de la segunda exposición el piano expone un tercer tema virtuoso y triunfante. Beethoven usará este recurso en más conciertos. La coda es particularmente larga y compleja. 

### II.Adagio un poco mosso
El segundo movimiento, Adagio un poco mosso, está en si mayor y en compás de 4/4. La indicación de tempo era Adagio un poco moto conforme a un manuscrito autógrafo disponible digitalmente, las primeras copias y la primera edición. Pero posteriormente fue publicado como mosso como última palabra de la indicación en lugar de moto. Se trata de un movimiento de gran lirismo y es sin duda el más conocido de los tres. El tema es presentado por la orquesta, a lo que sigue la exposición pianística. El tema se repite en tres ocasiones con distintas variaciones. La coda termina introduciendo, lentamente, el tema principal del Finale. 

### III.Rondo. Allegro
El tercer y último movimiento, Rondo. Allegro, retoma la tonalidad inicial, el compás es 6/8 y responde a una típica forma rondó italiano siguiendo el esquema (ABACABA). Empieza sin pausa tras el Adagio tal y como señala la indicación attacca en la partitura. El tema principal es interpretado por el piano y luego le responde la orquesta. La segunda sección C es tocada por el piano, al cual también responde la orquesta. En la sección C, mucho más larga, se presenta el tema A en tres tonalidades diferentes.